# نونو مينديز (مجدف)
نونو مينديز (بالبرتغالية: Nuno Mendes‏) هو مجدف برتغالي، ولد في 10 مايو 1984 في بورتو في البرتغال.

## وصلات خارجية
- نونو مينديز على موقع الاتحاد الدولي للتجديف (الإنجليزية)
- نونو مينديز على موقع اللجنة الأولمبية الدولية (الإنجليزية)
- نونو مينديز على موقع أوليمبيديا (الإنجليزية)